# Dowa (Malawi)
Dowa è un centro abitato del Malawi, situato nella Regione Centrale.